# Helmstedter Chaussee 39a (Magdeburg)

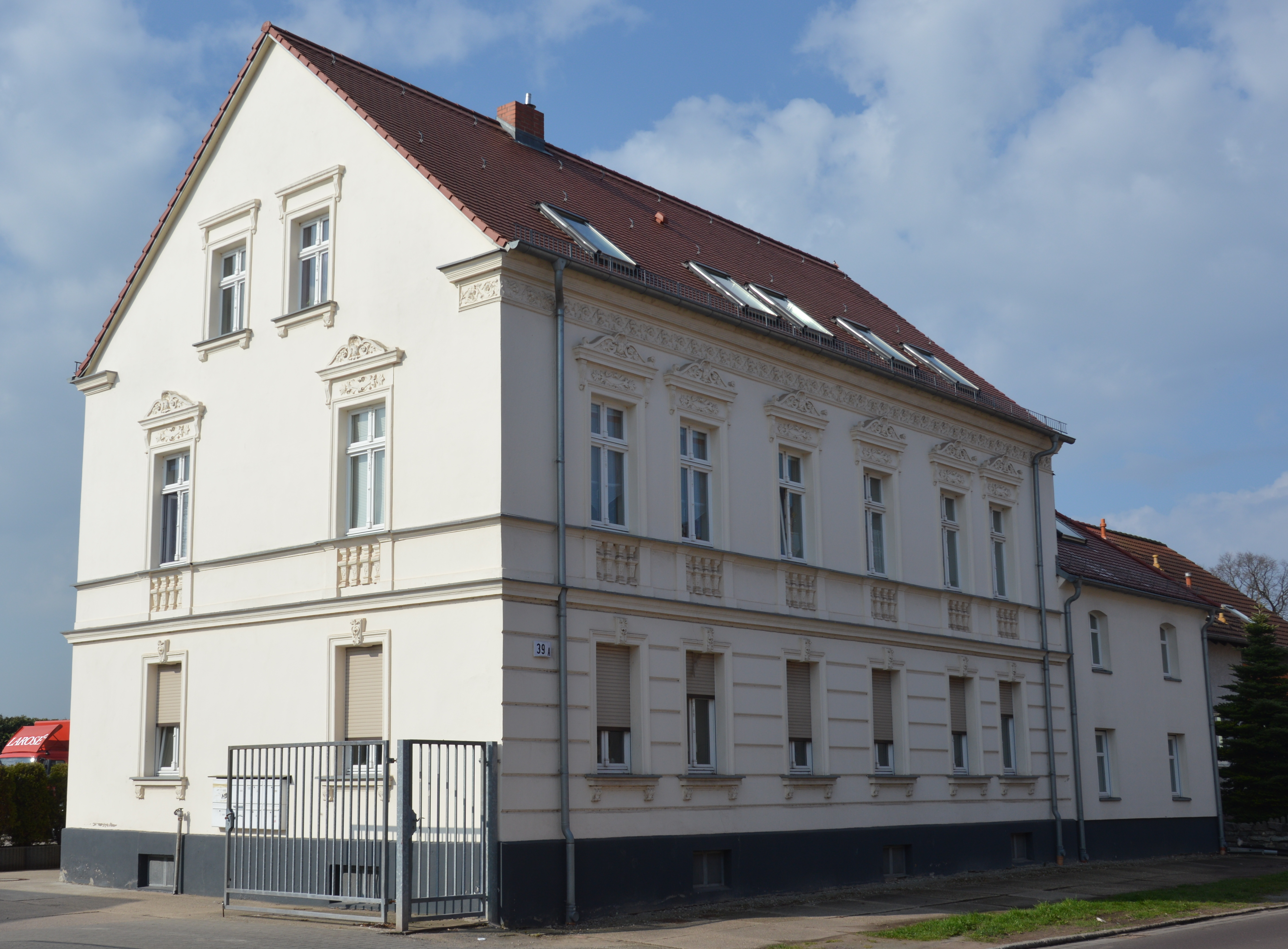
Helmstedter Chaussee 39a, Blick von Nordosten

Das Gebäude Helmstedter Chaussee 39a ist ein denkmalgeschütztes Wohnhaus im Magdeburger Stadtteil Alt Olvenstedt in Sachsen-Anhalt.

## Lage
Es befindet sich westlich des Alt Olvenstedter Ortszentrum auf der Südseite der Helmstedter Chaussee.

## Architektur und Geschichte
Das zweigeschossige Wohnhaus ist traufständig zur Straße ausgerichtet und geht in seinem Kern vermutlich auf die Mitte des 19. Jahrhunderts zurück. Es entstand als Wohngebäude eines großen Dreiseitenhofs. Die sechsachsige Fassade des verputzten Baus in ihrer heutigen Form wurde Ende des 19. Jahrhunderts im Stil des Neobarock gestaltet. Das Erdgeschoss weist eine Rustizierung auf, während das Obergeschoss mit Stuckelementen in Formen des Barock verziert ist. So kommen Baluster, Kartuschen und Schweifgiebelchen im Bereich der Fenster zum Einsatz. Am Traufgesims finden sich florale Verzierungen. Bedeckt ist das Gebäude mit einem Satteldach.
Auf der Westseite schließt sich im rechten Winkel ein langgestrecktes Wirtschaftsgebäude an. Der eineinhalbgeschossige verputzte Bau ist aus Bruchsteinen errichtet. An seinem Obergeschoss befinden sich lukenartige Segmentbogenfenster. Bedeckt ist der Wirtschaftsbau mit einem Walmdach. Hinter dem Anbau ist ein Bauerngarten mit einer kleinen Streuobstwiese angelegt (Stand 2009).
Die Anlage gilt als ortsgeschichtlich relevantes Zeugnis für die ehemals landwirtschaftlich geprägte Struktur Alt Olvenstedts. Zugleich ist die Fassade des Wohnhauses ein Beispiel für die Übernahme städtischer Architektur in den ländlichen Raum während der Gründerzeit.
Im örtlichen Denkmalverzeichnis ist die Anlage unter der Erfassungsnummer 094 81907 als Baudenkmal verzeichnet.